# Leda
|  | Per a altres significats, vegeu «Leda (desambiguació)». |

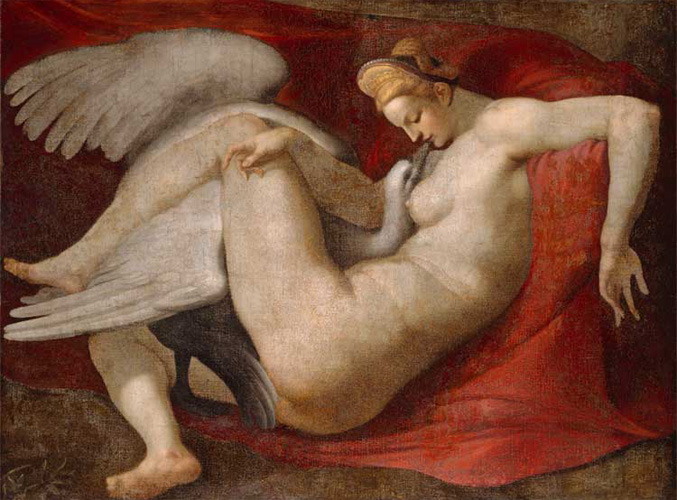
Leda i el cigne, còpia del del quadre perdut de Miquel Àngel.

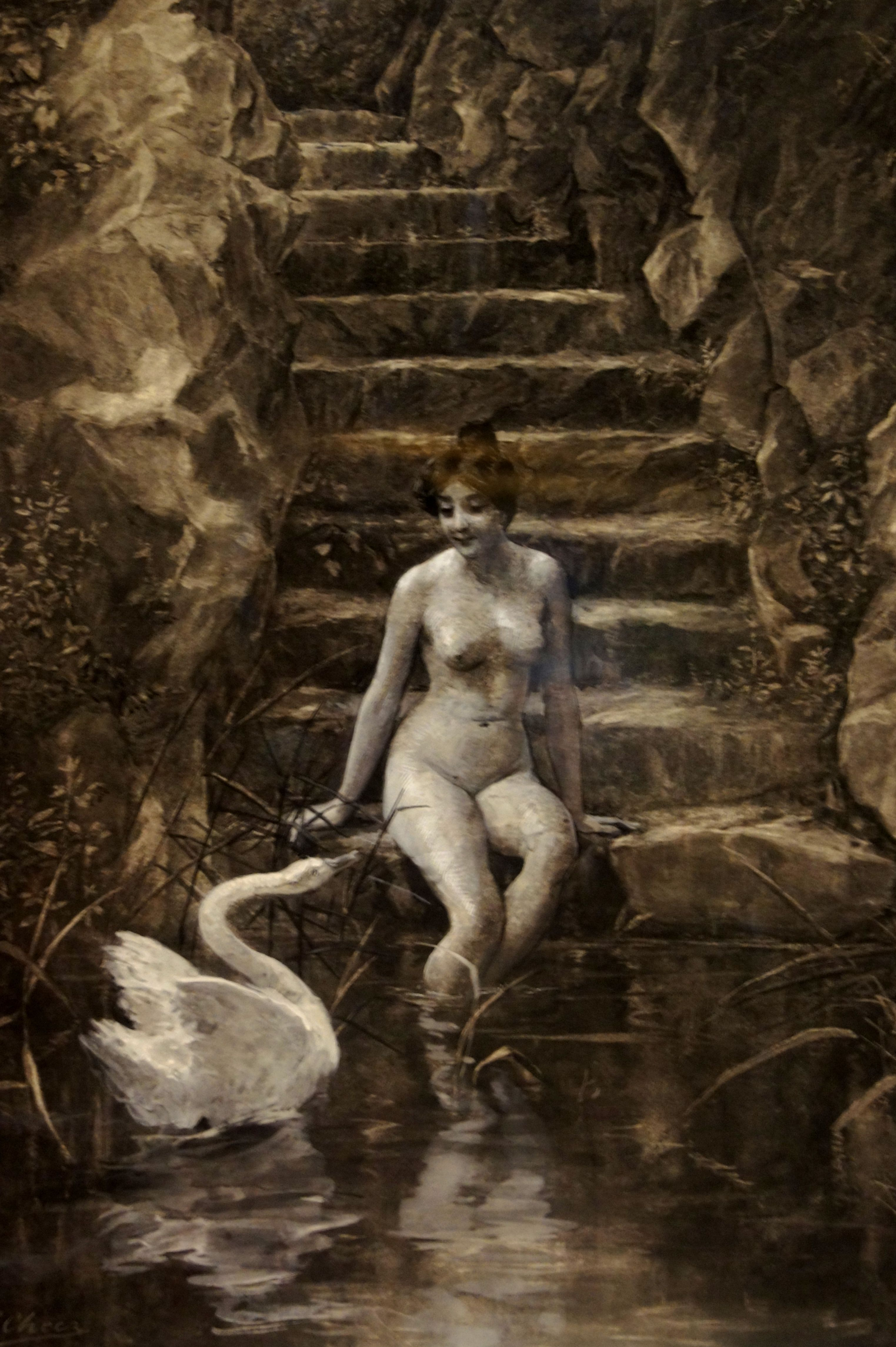
Leda i el cigne, d'Ulpiano Checa.

Leda (en grec Λήδα, en llatí Lēda), segons la mitologia grega, era una de les filles de Testi, rei d'Etòlia, i esposa de Tindàreu, rei d'Esparta. Pertanyia al llinatge de Deucalió. La seva germana era Altea, mare de Melèagre i de Deianira.
S'explicava que Glauc, el fill de Sísif, va passar per Lacedemònia buscant els cavalls que havia perdut, i es va unir amb Pantidia, que poc després es casà amb Testi i li donà Leda com a filla, que passà per filla de Testi.
Quan Tindàreu, expulsat de Lacedemònia per Hipocoont i els seus fills, es va refugiar a Etòlia, el rei Testi l'acollí i li donà la mà de la seva filla Leda. Més tard, Leda acompanyà el seu marit a Lacedemònia, quan Hèracles va restituir a Tindàreu al seu tron. Un dia, mentre passejava a la vora d'un llac, va ser seduïda per Zeus, que s'hi acostà disfressat de cigne. Aquella mateixa nit, Leda s'allità amb el seu marit.
De resultes, Leda pongué dos ous. D'un nasqueren Càstor i Pòl·lux i de l'altre, Helena i Clitemnestra. Pòl·lux i Helena eren fills de Zeus, mentre que Càstor i Clitemnestra ho eren de Tindàreu.
Una altra llegenda grega diu que Zeus va seduir Nèmesi (la deessa de l'enveja) i aquesta pongué un ou, que abandonà. Un pastor el va recollir i el va donar a Leda, que el va cuidar fins que en nasqué Helena. Es conta que Zeus va alegrar-se tant del naixement de la seva filla que va crear la constel·lació del Cigne. A Esparta, al temple de les Leucípides, s'ensenyava la closca d'un ou gegant que deien que era el de Leda.
Temps més tard, Leda i Tindàreu tingueren més fills: Timandra, Febe i Filònoe.